# فرانز أكرمان
فرانز أكرمان (بالألمانية: Franz Ackermann)‏ هو رسام ألماني، ولد في 1963 في نويماركت-زانكت فايت في ألمانيا.

## وصلات خارجية
- فرانز أكرمان على موقع مونزينجر (الألمانية)